# ريتشارد ميلتسر
ريتشارد ميلتسر (بالإنجليزية: Richard Melzer)‏ مواليد 8 ديسمبر 1979 في منيابولس، هو لاعب كرة سلة أمريكي. بدأ مسيرته الاحترافية في سنة 2004. يبلغ طوله 6 قدم 8 بوصة (2.0 م). اعتزل اللعب في 2012.

## المسيرة الاحترافية
لعب مع نيو زيلاند بريكرز في الدوري الأسترالي في موسم 2005–2006، ثم لعب مع أسفيل باسكت في الدوري الفرنسي في سنة 2006، ثم لعب مع أرتلاند دراغونز في الدوري الألماني في سنة 2007، ثم لعب مع كيرنز تيبانز في الدوري الأسترالي في موسم 2009–2010.

## روابط خارجية
- ريتشارد ميلتسر على موقع كرة السلة الأوروبية.كوم (الإنجليزية)
- ريتشارد ميلتسر على موقع ريلجم (الإنجليزية)
- ريتشارد ميلتسر على موقع بروبوليرز (الإنجليزية)
- ريتشارد ميلتسر على موقع سبورتس رفرنس (الإنجليزية)
- ريتشارد ميلتسر على موقع سبورتس رفرنس (الإنجليزية)